# Timothy Derijck
Timothy Derijck (Liedekerke, 25 mei 1987) is een Belgisch voetbalcoach en voormalig betaald voetballer. Derijck voetbalde in Nederland onder andere voor Feyenoord, PSV en ADO Den Haag. 

## Clubcarrière

### Jeugd
Derijck begon zijn voetbalcarrière bij RSC Anderlecht, waar hij in 1999 op 12-jarige leeftijd in de jeugdopleiding terechtkwam. Derijck groeide daar uit tot jeugdinternational. In 2005 tekende hij een vijfjarig contract bij Feyenoord. Anderlecht dreigde hierop met juridische stappen. Uiteindelijk werden die afgewend binnen een spelersruil met Bart Goor, die de omgekeerde weg bewandelde.

### Feyenoord en verhuurperiodes
Op 27 november 2005 maakte Derijck op 18-jarige leeftijd zijn debuut in de Eredivisie voor Feyenoord. In de met 7–1 gewonnen competitiewedstrijd tegen Heracles Almelo kreeg hij tien minuten speeltijd. Anderhalve maand later vertrok hij op huurbasis naar NAC, waar hij tot twaalf wedstrijden zou komen. Hoewel Derijck samen met de andere Feyenoord-talenten Evander Sno en Leonardo de selectie van NAC kwam versterken, lukte het de club niet de nacompetitie te ontlopen.
In het seizoen Derijck keerde hierop terug naar Feyenoord. Na enkele invalbeurten kreeg hij in de tweede competitiehelft van trainer Erwin Koeman een basisplaats als verdedigende middenvelder. Hij speelde dat seizoen achttien duels, waarin hij eenmaal trefzeker was. De opvolger van Koeman, Bert van Marwijk, wilde echter niet door met de Belg, waarop hij werd verhuurd aan FCV Dender EH, dat gepromoveerd was naar de Eerste klasse. Bij Dender trad hij in de voetsporen van zijn vader Milko Derijck, die daar in de jaren 90 aanvoerder was. Derijck wist zich met Dender te handhaven in de Eerste klasse en speelde uiteindelijk 30 wedstrijden waarin hij 1 keer wist te scoren.
Bij zijn terugkeer bij Feyenoord werd Derijck, voor aanvang van het seizoen 2008/2009, door de nieuwe trainer Gertjan Verbeek overbodig verklaard. Hij kreeg rugnummer 53 en speelde zijn wedstrijden vooral voor Jong Feyenoord. In de winterstop stapte hij, samen met Danny Buijs, over naar ADO Den Haag.

### ADO Den Haag
Derijck voetbalde tweeënhalf jaar bij ADO Den Haag en kwam hier tot bloei. Hij ontwikkelde zich tot een solide centrale verdediger en groeide uit tot een van de pijlers van het elftal van John van den Brom. In het seizoen 2010/2011 werd hij aanvoerder van het team. In het seizoen 2010/2011 behaalde hij met de ploeg de voorrondes van de Europa League door de play-offs om Europees voetbal te winnen. Met zijn sterke spel, speelde hij zich bij ADO Den Haag nadrukkelijk in het vizier van andere clubs. Zowel FC Utrecht als Vitesse toonden interesse, maar uiteindelijk was het PSV, dat hem verrassend contracteerde.

### PSV
Op 15 augustus 2011 ondertekende Derijck een vierjarig contract bij PSV. De Eindhovenaren namen Derijck over voor 750.000 euro. In de twee seizoenen dat Derijck bij PSV voetbalde had hij, ondanks de sterke concurrentie van Wilfred Bouma en Marcelo, regelmatig een basisplaats, maar was hij zelden een onomstreden vaste waarde. Er was tevens veel kritiek op de centrale verdediging, die regelmatig in de fout ging. In zijn twee seizoenen werd PSV tweemaal, ondanks hoge verwachtingen en een hoog doelsaldo, geen kampioen.
In de aanloop van het seizoen 2013/2014 maakte de nieuwe hoofdcoach Phillip Cocu duidelijk dat Derijck niet hoefde te rekenen op veel speeltijd. Hierop werd zijn naam al snel genoemd bij zijn oude club ADO Den Haag en FC Utrecht.

### FC Utrecht
In de zomer van 2013 vertrok Derijck op huurbasis naar FC Utrecht. PSV verlangde geen huursom van de club. De samenwerking verliep echter moeizaam en Derijck werd het mikpunt van fluitconcerten van het Utrechtpubliek. Hij verloor uiteindelijk ook zijn basisplaats en gaf aan de club te willen verlaten. In de winterstop ging hij met FC Utrecht om tafel om de gerezen problemen te bespreken. Van een breuk tussen de club en de speler kwam het echter niet. Na het duel tegen Ajax, op 2 februari 2014, kort na het sluiten van de transfermarkt, meldde Jan Wouters dat de rol van Derijck bij Utrecht uitgespeeld was.. In de zomer van 2014 keerde Derijck terug naar PSV.

### ADO Den Haag
Op 27 augustus 2014 keerde Derijck op voorspraak van trainer Henk Fraser terug naar ADO Den Haag. Bij zijn afscheid roemde technisch manager Marcel Brands de inzet van Derijck bij PSV. PSV liet de speler transfervrij overstappen. In het eerste seizoen na zijn terugkeer, trof hem driemaal het lot een eigen doelpunt te maken. Hierdoor kreeg hij, mede door een eigen doelpunt in zijn eerdere periode, de dubieuze eer om de speler te zijn bij ADO Den Haag met het meeste eigen doelpunten op zijn naam. Eerder deelde hij dit record met Heini Otto en Aad Mansveld, die ieder driemaal eigen doel troffen.

### SV Zulte Waregem
Op 9 juni 2016 vertrok Derijck transfervrij naar de Belgische eersteklasser SV Zulte Waregem. Hij tekende een contract voor drie seizoenen. Derijck stond meteen in de basis, werd een leider van de defensie en scoorde een aanzienlijk aantal doelpunten in zijn debuutjaar. Na een blessure raakte hij net op tijd speelklaar voor de gewonnen bekerfinale tegen KV Oostende waarin Derijck de 1-1 scoorde.

### KAA Gent
Op 27 augustus 2018 ondertekende Derijck een contract voor twee seizoenen bij KAA Gent. Hij maakte zijn debuut voor Gent op 2 september 2018 met een basisplaats in de wedstrijd Cercle Brugge-Gent (eindstand 0-3). Hij zou uiteindelijk anderhalf seizoen bij de Buffalo's blijven.

### KV Kortrijk
Tijdens de winterstop van het seizoen 2019/20 verruilde de verdediger Gent voor KV Kortrijk, waar hij het vertrek van Gary Kagelmacher mee moest opvangen.

### Zulte Waregem
Op 6 januari 2022 keerde Derijck met een contract van een jaar met de optie voor een extra jaar terug naar Zulte Waregem. Na 12 wedstrijden vertrok hij terug naar ADO Den Haag.

### ADO Den Haag
Op 9 februari werd bekend dat hij voor de derde keer had getekend bij ADO Den Haag. Hij maakte op 11 februari 2024 zijn debuut in de wedstrijd tegen FC Den Bosch. Op 2 maart scoorde hij in de wedstrijd tegen Jong Ajax zijn eerste goal sinds zijn terugkeer. Door een blessure zette hij in 2024 een punt achter zijn carrière. In totaal speelde Derijck 151 wedstrijden voor ADO.

## Interlandcarrière
Derijck nam in 2006 met België –19 deel aan het EK onder 19 in Polen. Derijck, die op dit toernooi de aanvoerdersband droeg, mocht van bondscoach Marc Van Geersom starten in de groepswedstrijden tegen Tsjechië (4-2-winst), Polen (4-1-nederlaag) en Oostenrijk (4-1-nederlaag).
In september 2011 werd Derijck door Georges Leekens voor het eerst opgeroepen voor de Rode Duivels naar aanleiding van de oefeninterland tegen de Verenigde Staten. Derijck kwam die wedstrijd niet in actie en maakte uiteindelijk noot zijn interlanddebuut voor België. Derijck speelde eerder al wel voor Jong België.

## Carrièrestatistieken
| Seizoen         | Club             | Competitie            | Competitie | Competitie | Beker | Beker | Overig | Overig | Totaal | Totaal |
| Seizoen         | Club             | Competitie            | Wed.       | Dlp.       | Wed.  | Dlp.  | Wed.   | Dlp.   | Wed.   | Dlp.   |
| --------------- | ---------------- | --------------------- | ---------- | ---------- | ----- | ----- | ------ | ------ | ------ | ------ |
| 2005/06         | Feyenoord        | Eredivisie            | 1          | 0          | 0     | 0     | 0      | 0      | 1      | 0      |
| 2005/06         | → NAC Breda      | Eredivisie            | 12         | 1          | 0     | 0     | 0      | 0      | 12     | 1      |
| 2006/07         | Feyenoord        | Eredivisie            | 18         | 1          | 0     | 0     | 0      | 0      | 18     | 1      |
| 2007/08         | → FCV Dender EH  | Jupiler League        | 30         | 1          | 0     | 0     | 0      | 0      | 30     | 1      |
| 2008/09         | Feyenoord        | Eredivisie            | 4          | 0          | 0     | 0     | 1      | 0      | 5      | 0      |
| 2008/09         | ADO Den Haag     | Eredivisie            | 17         | 3          | 0     | 0     | 0      | 0      | 17     | 3      |
| 2009/10         | ADO Den Haag     | Eredivisie            | 32         | 2          | 0     | 0     | 0      | 0      | 32     | 2      |
| 2010/11         | ADO Den Haag     | Eredivisie            | 37         | 3          | 2     | 0     | 0      | 0      | 39     | 3      |
| 2011/12         | ADO Den Haag     | Eredivisie            | 0          | 0          | 0     | 0     | 4      | 1      | 4      | 1      |
| 2011/12         | PSV              | Eredivisie            | 20         | 0          | 2     | 0     | 6      | 0      | 28     | 0      |
| 2012/13         | PSV              | Eredivisie            | 23         | 4          | 4     | 1     | 7      | 0      | 34     | 5      |
| 2013/14         | → FC Utrecht     | Eredivisie            | 16         | 0          | 3     | 0     | 0      | 0      | 19     | 0      |
| 2014/15         | Jong PSV         | Eerste divisie        | 1          | 0          | 0     | 0     | 0      | 0      | 1      | 0      |
| 2014/15         | ADO Den Haag     | Eredivisie            | 22         | 0          | 1     | 0     | 0      | 0      | 23     | 0      |
| 2015/16         | ADO Den Haag     | Eredivisie            | 27         | 3          | 0     | 0     | 0      | 0      | 27     | 3      |
| 2016/17         | SV Zulte Waregem | Jupiler Pro League    | 30         | 7          | 4     | 2     | 0      | 0      | 34     | 9      |
| 2017/18         | SV Zulte Waregem | Jupiler Pro League    | 26         | 1          | 0     | 0     | 4      | 0      | 30     | 1      |
| 2018/19         | SV Zulte Waregem | Jupiler Pro League    | 5          | 1          | 0     | 0     | 0      | 0      | 5      | 1      |
| 2018/19         | KAA Gent         | Jupiler Pro League    | 17         | 1          | 4     | 0     | 0      | 0      | 21     | 1      |
| 2019/20         | KAA Gent         | Jupiler Pro League    | 0          | 0          | 1     | 0     | 0      | 0      | 1      | 0      |
| 2019/20         | KV Kortrijk      | Jupiler Pro League    | 7          | 0          | 2     | 0     | 0      | 0      | 9      | 0      |
| 2020/21         | KV Kortrijk      | Jupiler Pro League    | 33         | 1          | 2     | 0     | 0      | 0      | 35     | 1      |
| 2021/22         | KV Kortrijk      | Jupiler Pro League    | 5          | 0          | 0     | 0     | 0      | 0      | 5      | 0      |
| 2021/22         | SV Zulte Waregem | Jupiler Pro League    | 12         | 0          | 0     | 0     | 0      | 0      | 12     | 0      |
| 2022/23         | SV Zulte Waregem | Jupiler Pro League    | 22         | 1          | 3     | 0     | 0      | 0      | 25     | 1      |
| 2023/24         | SV Zulte Waregem | Challenger Pro League | 10         | 0          | 2     | 0     | 0      | 0      | 12     | 0      |
| 2023/24         | ADO Den Haag     | Eerste Divisie        | 8          | 2          | 0     | 0     | 0      | 0      | 8      | 2      |
| Carrière totaal | Carrière totaal  | Carrière totaal       | 435        | 32         | 30    | 3     | 22     | 1      | 487    | 36     |

## Trainerscarrière
In juni 2025 ging Derijck aan de slag als assistent-trainer bij KAA Gent, dat kort daarvoor Ivan Leko had aangesteld als hoofdtrainer.

## Erelijst

### MetPSV
| Nationaal            |    |         |
| KNVB beker           | 1x | 2011/12 |
| Johan Cruijff Schaal | 1x | 2012    |

### MetSV Zulte Waregem
| Nationaal        |    |         |
| Beker van België | 1x | 2016/17 |

## Trivia
Bij KAA Gent en KV Kortrijk speelde Derijck met rugnummer 76, dit omdat zijn dochter geboren werd op 7 juni 2016.